# 1129
El 1129 (MCXXIX) fou un any comú començat en dimarts del calendari julià.

## Esdeveniments
- Concili de Troyes, que aprova l'orde dels templers o templaris

## Necrològiques
- Roger de Cannes (1060 - 30 de desembre de 1129): Bisbe de Cannes i sant de l'Església Catòlica.